# Lista comunelor din Tlemcen

Harta Algeriei cu provincia Tlemcen evidențiată

Din provincia Tlemcen fac parte următoarele comune:
- Aïn Fetah
- Aïn Fezza
- Aïn Ghoraba
- Aïn Kebira
- Aïn Nehala
- Aïn Tallout
- Aïn Youcef
- Amieur
- Azails
- Bab El Assa
- Beni Bahdel
- Beni Boussaid
- Beni Mester
- Beni Ouarsous
- Beni Semiel
- Beni Snous
- Bensekrane
- Bouhlou
- Chetouane
- Dar Yaghmouracene
- Djebala
- El Aricha
- El Bouihi
- El Fehoul
- El Gor
- Fellaoucene
- Ghazaouet
- Hammam Boughrara
- Hennaya
- Honaine
- Maghnia
- Mansourah
- Marsa Ben M'Hidi
- Msirda Fouaga
- Nedroma
- Oued Lakhdar
- Ouled Mimoun
- Ouled Riyah
- Remchi
- Sabra
- Sebaa Chioukh
- Sebdou
- Sidi Abdelli
- Sidi Djillali
- Sidi Medjahed
- Souahlia
- Souani
- Souk El Khemis
- Souk Tlata
- Tienet
- Terny Beni Hdiel
- Tlemcen
- Zenata